# I liga brazylijska w piłce nożnej (2011) – wyniki spotkań

## Campeonato Brasileiro Série A – wyniki w sezonie 2011

### Kolejka 1
| Data         | Mecz |
| ------------ | --- |
| 21 maja 2011 | Ceará SC – CR Vasco da Gama 1:3 Cléber 65 – Bernardo 77,79, Jeferson 89                                             |
| 21 maja 2011 | Atlético Mineiro – Athletico Paranaense 3:0 Toró 5, Magno Alves 25,74                                               |
| 21 maja 2011 | CR Flamengo – Avaí FC 4:0 (mecz rozegrano w Macaé) Bottinelli 25, Ronaldinho 63, Thiago Neves 69, Diego Maurício 85 |
| 21 maja 2011 | Santos FC – SC Internacional 1:1 Keirrison 29k – Zé Roberto 35                                                      |
| 22 maja 2011 | Coritiba – Atlético Goianiense 0:1 Marcăo 73                                                                        |
| 22 maja 2011 | SE Palmeiras – Botafogo FR 1:0 (mecz rozegrano w São José do Rio Preto) Kléber 64                                   |
| 22 maja 2011 | Figueirense FC – Cruzeiro EC 1:0 Marquinhos Paraná 47-sam.                                                          |
| 22 maja 2011 | Grêmio Porto Alegre – Corinthians Paulista 1:2 Douglas 58k – Chicăo 65k, Liédson 74                                 |
| 22 maja 2011 | América Mineiro – EC Bahia 2:1 Rodriguinho 48, Alessandro 87 – Souza 10k                                            |
| 22 maja 2011 | Fluminense FC – São Paulo 0:2 Dagoberto 33, Lucas 48                                                                |

### Kolejka 2
| Data         | Mecz                                                                                                   |
| ------------ | --- |
| 28 maja 2011 | SC Internacional – Ceará SC 0:1 Iarley 64                                                              |
| 28 maja 2011 | Botafogo FR – Santos FC 1:0 Fábio Ferreira 36                                                          |
| 28 maja 2011 | Avaí FC – Atlético Mineiro 1:3 Fábio Santos 7 – Leonardo Silva 15,68, Réver 47                         |
| 28 maja 2011 | São Paulo – Figueirense FC 1:0 Lucas 90'+2                                                             |
| 29 maja 2011 | Cruzeiro EC – SE Palmeiras 1:1 Anselmo Ramon 73 – Luan 59                                              |
| 29 maja 2011 | Corinthians Paulista – Coritiba 2:1 (mecz rozegrano w Araraquarze) Paulinho 3, Danilo 80 – Leonardo 73 |
| 29 maja 2011 | EC Bahia – CR Flamengo 3:3 Lulinha 16, Jóbson 36,89 – Ronaldinho 29, Bottinelli 54, Egídio 72          |
| 29 maja 2011 | Athletico Paranaense – Grêmio Porto Alegre 0:1 Rafael Santos 13-sam.                                   |
| 29 maja 2011 | Atlético Goianiense – Fluminense FC 0:1 Leandro Euzébio 12                                             |
| 29 maja 2011 | CR Vasco da Gama – América Mineiro 3:0 Bernardo 10k, Enrico 47, Élton 90                               |

### Kolejka 3
| Data           | Mecz |
| -------------- | --- |
| 4 czerwca 2011 | SE Palmeiras – Athletico Paranaense 1:0 Chico 75                                                                                                  |
| 4 czerwca 2011 | Fluminense FC – Cruzeiro EC 2:1 Rafael Moura 45'+1,71 – Anselmo Ramon 66                                                                          |
| 4 czerwca 2011 | Ceará SC – Botafogo FR 2:2 Osvaldo 35, Michel 62 – Elkeson 28, Antônio Carlos 73                                                                  |
| 4 czerwca 2011 | Figueirense FC – Atlético Goianiense 2:0 Héber 68, Édson Silva 73                                                                                 |
| 5 czerwca 2011 | Grêmio Porto Alegre – EC Bahia 2:0 Júnior Viçosa 5,32                                                                                             |
| 5 czerwca 2011 | CR Flamengo – Corinthians Paulista 1:1 Renato Abreu 39 – Willian 18                                                                               |
| 5 czerwca 2011 | Coritiba – CR Vasco da Gama 5:1 Tcheco 3, Anderson Aquino 10,14,19, Maranhăo 64 – Élton 67                                                        |
| 5 czerwca 2011 | América Mineiro – SC Internacional 2:4 (mecz rozegrano w Campo Grande) Rodriguinho 55, Alessandro 83 – Oscar 13,22, D’Alessandro 15, Cavenaghi 59 |
| 5 czerwca 2011 | Santos FC – Avaí FC 3:1 Borges 9,51, Rychely 90'+2 – Maurício Alves 87                                                                            |
| 9 czerwca 2011 | Atlético Mineiro – São Paulo 0:1 Casemiro 21 |

### Kolejka 4
| Data            | Mecz |
| --------------- | --- |
| 11 czerwca 2011 | Avaí FC – América Mineiro 2:2 Julinho 54k, Cássio 90'+1' – Alessandro 37, Fábio Júnior 55k              |
| 11 czerwca 2011 | São Paulo – Grêmio Porto Alegre 3:1 Casemiro 13, Marlos 61, Jean 84 – Casemiro 52-sam.                  |
| 11 czerwca 2011 | Cruzeiro EC – Santos FC 1:1 Montillo 54k – Borges 89                                                    |
| 11 czerwca 2011 | CR Vasco da Gama – Figueirense FC 1:1 Élton 17 – Aloísio 88                                             |
| 12 czerwca 2011 | Atlético Goianiense – Ceará SC 4:1 Anselmo 24,74, Adriano 38, Bida 60 – Thiago Humberto 21              |
| 12 czerwca 2011 | SC Internacional – SE Palmeiras 2:2 Márcio Araújo 50-sam., Leandro Damiăo 90 – Rodrigo 54-sam., Luan 66 |
| 12 czerwca 2011 | Corinthians Paulista – Fluminense FC 2:0 Willian 5,29k                                                  |
| 12 czerwca 2011 | EC Bahia – Atlético Mineiro 1:1 Souza 50k – Neto Berola 76                                              |
| 12 czerwca 2011 | Athletico Paranaense – CR Flamengo 1:1 Madson 59 – Deivid 80                                            |
| 12 czerwca 2011 | Botafogo FR – Coritiba 3:1 Maicosuel 16, Elkeson 38, Alex 90'+3 – Bill 1                                |

### Kolejka 5
| Data             | Mecz |
| ---------------- | --- |
| 18 czerwca 2011  | Fluminense FC – EC Bahia 0:1 Jóbson 90'+2                                                               |
| 19 czerwca 2011  | América Mineiro – Cruzeiro EC 1:1 Fábio Júnior 54 – Fabrício 15                                         |
| 19 czerwca 2011  | SE Palmeiras – Avaí FC 5:0 Lincoln 18, Luan 22, 40, Kléber 42, 71k                                      |
| 19 czerwca 2011  | CR Flamengo – Botafogo FR 0:0                                                                           |
| 19 czerwca 2011  | Grêmio Porto Alegre – CR Vasco da Gama 1:1 Roberson 85 – Bernardo 75                                    |
| 19 czerwca 2011  | Figueirense FC – Athletico Paranaense 2:0 Héber 16, Juninho Barbosa 19                                  |
| 19 czerwca 2011  | Ceará SC – São Paulo 0:2 Marlos 35, Lucas 64                                                            |
| 19 czerwca 2011  | Atlético Mineiro – Atlético Goianiense 2:2 Renan Oliveira 76, Guilherme 85 – Marcăo 31, Vitor Júnior 81 |
| 19 czerwca 2011  | Coritiba – SC Internacional 1:1 Davi 74 – Glaydson 50                                                   |
| 11 sierpnia 2011 | Santos FC – Corinthians Paulista 0:0                                                                    |

### Kolejka 6
| Data            | Mecz |
| --------------- | --- |
| 25 czerwca 2011 | CR Flamengo – Atlético Mineiro 4:1 Ronaldinho 66, Thiago Neves 76, Deivid 86, 90 – Dudu Cearense 51                   |
| 25 czerwca 2011 | Athletico Paranaense – EC Bahia 0:2 Marcone 65, Lulinha 86                                                            |
| 26 czerwca 2011 | Cruzeiro EC – Coritiba 2:1 Montillo 52, 84 – Marcos Aurélio 79                                                        |
| 26 czerwca 2011 | Corinthians Paulista – São Paulo 5:0 Danilo 47, Liédson 54, 61, 78, Jorge Henrique 82                                 |
| 26 czerwca 2011 | Botafogo FR – Grêmio Porto Alegre 2:1 Marcelo Mattos 70, Elkeson 81 – Rafael Marques 88                               |
| 26 czerwca 2011 | Avaí FC – Fluminense FC 0:1 Darío Conca 36                                                                            |
| 26 czerwca 2011 | Ceará SC – SE Palmeiras 2:0 Washington 7, Thiago Humberto 45+1                                                        |
| 26 czerwca 2011 | SC Internacional – Figueirense FC 4:1 Bolívar 17, Oscar 20, Leandro Damião 58, Ricardo Goulart 80 – Wellington Nem 88 |
| 26 czerwca 2011 | Atlético Goianiense – CR Vasco da Gama 0:1 Felipe 1                                                                   |
| 2 lipca 2011    | Santos FC – América Mineiro 1:0 Anderson 7-sam.                                                                       |

### Kolejka 7
| Data            | Mecz                                                                                                |
| --------------- | --------------------------------------------------------------------------------------------------- |
| 30 czerwca 2011 | CR Vasco da Gama – Cruzeiro EC 0:3 Leandro Guerreiro 54, Montillo 88, Roger 90+2-k                  |
| 30 czerwca 2011 | Grêmio Porto Alegre – Avaí FC 2:2 Douglas 73, Rafael Marques 90+3 – Gustavo Bastos 4, Robinho 53    |
| 30 czerwca 2011 | América Mineiro – CR Flamengo 2:3 Alessandro 38, Anderson 45 – Ronaldinho 10, 83, Deivid 56         |
| 30 czerwca 2011 | São Paulo – Botafogo FR 0:2 Elkeson 35, Herrera 51-k                                                |
| 30 czerwca 2011 | Figueirense FC – Santos FC 2:1 Aloísio 5, 32 – Rychely 6                                            |
| 30 czerwca 2011 | EC Bahia – Corinthians Paulista 0:1 Chicão 13-k                                                     |
| 1 lipca 2011    | SE Palmeiras – Atlético Goianiense 2:0 Maikon Leite 28, Marcos Assunção 34-k                        |
| 1 lipca 2011    | Coritiba – Ceará SC 3:1 Leonardo 32, Éverton 34, Léo Gago 55 – Washington 56                        |
| 1 lipca 2011    | Fluminense FC – Athletico Paranaense 3:1 Mariano 41, Ciro 43, 58 – Edigar 86                        |
| 1 lipca 2011    | Atlético Mineiro – SC Internacional 0:4 Leandro Damião 54, Zé Roberto 56, D’Alessandro 76, Oscar 80 |

### Kolejka 8
| Data             | Mecz                                                                                      |
| ---------------- | ----------------------------------------------------------------------------------------- |
| 7 lipca 2011     | Cruzeiro EC – Grêmio Porto Alegre 2:0 Montillo 26, 54                                     |
| 7 lipca 2011     | Avaí FC – EC Bahia 2:2 Rafael Coelho 19, Gustavo Bastos 58 – Júnior 23, Paulo Miranda 25  |
| 7 lipca 2011     | SC Internacional – Athletico Paranaense 1:0 Oscar 74                                      |
| 7 lipca 2011     | Ceará SC – Atlético Mineiro 3:0 Marcelo Nicácio 2, Boiadeiro 78, Osvaldo 83               |
| 7 lipca 2011     | CR Flamengo – São Paulo 1:0 Bottinelli 71                                                 |
| 7 lipca 2011     | Corinthians Paulista – CR Vasco da Gama 2:1 Ralf 22, Paulinho 42 – Juninho Pernambucano 2 |
| 8 lipca 2011     | Botafogo FR – Atlético Goianiense 1:1 Herrera 5 – Anselmo 15                              |
| 8 lipca 2011     | Coritiba – Figueirense FC 3:0 Emerson 75, Léo Gago 90+1, Anderson Aquino 90+2             |
| 8 lipca 2011     | América Mineiro – SE Palmeiras 1:1 Alessandro 65 – Maurício Ramos 75                      |
| 25 sierpnia 2011 | Santos FC – Fluminense FC 2:1 Borges 13, 41 – Rafael Moura 38                             |

### Kolejka 9
| Data          | Mecz                                                                       |
| ------------- | -------------------------------------------------------------------------- |
| 9 lipca 2011  | São Paulo – Cruzeiro EC 2:1 Dagoberto 21, Marlos 46 – Wallyson 71          |
| 9 lipca 2011  | CR Vasco da Gama – SC Internacional 2:0 Éder Luís 25, Dedé 82              |
| 10 lipca 2011 | Athletico Paranaense – Avaí FC 0:0                                         |
| 10 lipca 2011 | Fluminense FC – CR Flamengo 0:1 Willians 45+1                              |
| 10 lipca 2011 | Grêmio Porto Alegre – Coritiba 2:0 Gilberto Silva 63, André Lima 70        |
| 10 lipca 2011 | Atlético Goianiense – Corinthians Paulista 0:1 Willian 70                  |
| 10 lipca 2011 | EC Bahia – Botafogo FR 1:1 Fahel 78 – Elkeson 30                           |
| 10 lipca 2011 | Atlético Mineiro – América Mineiro 2:0 Jonatas 34, Neto Berola 69          |
| 10 lipca 2011 | Figueirense FC – Ceará SC 1:1 Maicon 64 – Washington 3                     |
| 10 lipca 2011 | SE Palmeiras – Santos FC 3:0 Maikon Leite 21, Maurício Ramos 29, Patrik 45 |

### Kolejka 10
| Data          | Mecz                                                                                      |
| ------------- | ----------------------------------------------------------------------------------------- |
| 16 lipca 2011 | Coritiba – Fluminense FC 3:1 Marcos Aurélio 15, Pereira 21, Bill 51 – Matheus Carvalho 78 |
| 16 lipca 2011 | Atlético Goianiense – Avaí FC 0:1 William 10                                              |
| 16 lipca 2011 | CR Vasco da Gama – Athletico Paranaense 2:1 Alecsandro 45+2, 70 – Kléberson 10            |
| 17 lipca 2011 | Santos FC – Atlético Mineiro 2:1 Danilo 23, Borges 41-k – Jonatas 26                      |
| 17 lipca 2011 | SC Internacional – São Paulo 0:3 Casemiro 21, Fernandinho 39, Carlinhos Paraíba 90        |
| 17 lipca 2011 | Ceará SC – América Mineiro 4:0 Fabrício 32, Washington 42, 68, Felipe Azevedo 82          |
| 17 lipca 2011 | Cruzeiro EC – EC Bahia 2:1 Wallyson 4, 52 – Jóbson 14                                     |
| 21 lipca 2011 | Botafogo FR – Corinthians Paulista 0:2 Liédson 44, Paulinho 90+3                          |
| 21 lipca 2011 | Figueirense FC – Grêmio Porto Alegre 0:0                                                  |
| 21 lipca 2011 | SE Palmeiras – CR Flamengo 0:0                                                            |

### Kolejka 11
| Data                | Mecz |
| ------------------- | --- |
| 22 lipca 2011       | Avaí FC – SC Internacional 1:3 William 45+3-k – Andrezinho 67, Leandro Damião 70, D’Alessandro 90+1      |
| 23 lipca 2011       | São Paulo – Atlético Goianiense 2:2 Rhodolfo 8, Rivaldo 53 – Bida 44, Anselmo 68                         |
| 23 lipca 2011       | América Mineiro – Figueirense FC 0:0                                                                     |
| 23 lipca 2011       | Athletico Paranaense – Botafogo FR 2:1 García 38, 75 – Alex 87                                           |
| 24 lipca 2011       | CR Flamengo – Ceará SC 1:1 (mecz rozegrano w Macaé) Renato Abreu 32 – Felipe Azevedo 80                  |
| 24 lipca 2011       | Corinthians Paulista – Cruzeiro EC 0:1 Wallyson 55                                                       |
| 24 lipca 2011       | Fluminense FC – SE Palmeiras 1:0 Marquinho 74 (mecz rozegrano w Volta Redonda)                           |
| 24 lipca 2011       | EC Bahia – Coritiba 0:0                                                                                  |
| 24 lipca 2011       | Atlético Mineiro – CR Vasco da Gama 1:2 (mecz rozegrano w Ipatindze) Magno Alves 40 – Diego Souza 17, 88 |
| 6 października 2011 | Grêmio Porto Alegre – Santos FC 1:0 Brandão 9                                                            |

### Kolejka 12
| Data          | Mecz |
| ------------- | --- |
| 15 lipca 2011 | Corinthians Paulista – SC Internacional 1:0 Willian 77                                                      |
| 28 lipca 2011 | Botafogo FR – Avaí FC 2:1 Maicosuel 27, Herrera 38 – Dirceu 6                                               |
| 28 lipca 2011 | Atlético Goianiense – Cruzeiro EC 2:0 Felipe 9, 90+2                                                        |
| 28 lipca 2011 | Grêmio Porto Alegre – América Mineiro 1:1 Miralles 60 – Willian Rocha 16                                    |
| 28 lipca 2011 | Atlético Mineiro – Fluminense FC 1:0 (mecz rozegrano w Ipatindze) André 75                                  |
| 28 lipca 2011 | Santos FC – CR Flamengo 4:5 Borges 5, 16, Neymar 26, 51 – Ronaldinho 28, 68, 81, Thiago Neves 32, Deivid 44 |
| 28 lipca 2011 | Figueirense FC – SE Palmeiras 0:1 Maurício Ramos 83                                                         |
| 28 lipca 2011 | Coritiba – São Paulo 3:4 Rafinha 67, Bill 74, 86 – Carlinhos Paraíba 18, Juan 23, Dagoberto 30, Lucas 54    |
| 29 lipca 2011 | CR Vasco da Gama – EC Bahia 1:1 Élton Brandão 90+4 – Reinaldo 5                                             |
| 29 lipca 2011 | Ceará SC – Athletico Paranaense 2:1 Marcelo Nicácio 83, 90+2 – Madson 15                                    |

### Kolejka 13
| Data          | Mecz                                                                                                   |
| ------------- | --- |
| 30 lipca 2011 | CR Flamengo – Grêmio Porto Alegre 2:0 Thiago Neves 28, Ronaldinho 74                                   |
| 30 lipca 2011 | Cruzeiro EC – Botafogo FR 0:1 Abreu 55                                                                 |
| 31 lipca 2011 | SE Palmeiras – Atlético Mineiro 3:2 Marcos Assunção 14, Luan 61, Patrik 78 – Magno Alves 15, Wesley 79 |
| 31 lipca 2011 | São Paulo – CR Vasco da Gama 0:2 Éder Luís 52, Felipe Loureiro 90                                      |
| 31 lipca 2011 | Fluminense FC – Ceará SC 4:0 Fred 35, Souza 48, Rafael Sóbis 63, Rafael Moura 76                       |
| 31 lipca 2011 | SC Internacional – Atlético Goianiense 0:0                                                             |
| 31 lipca 2011 | Avaí FC – Corinthians Paulista 3:2 William 49, Rafael Coelho 58, 82 – Emerson 31, Jorge Henrique 90    |
| 31 lipca 2011 | Athletico Paranaense – Santos FC 3:2 Cléber Santana 5, Manoel 9, Marcinho 90 – Neymar 13, Borges 63    |
| 31 lipca 2011 | EC Bahia – Figueirense FC 3:1 Reinaldo 42, Ávine 74, Jones 90 – Wellington 85                          |
| 31 lipca 2011 | América Mineiro – Coritiba 1:3 Kempes 55 – Marcos Aurélio 5, 71, Bill 28                               |

### Kolejka 14
| Data            | Mecz |
| --------------- | --- |
| 4 sierpnia 2011 | Corinthians Paulista – América Mineiro 2:1 Jorge Henrique 1, Paulinho 67 – Kempes 14                       |
| 4 sierpnia 2011 | Grêmio Porto Alegre – Atlético Mineiro 2:2 Leandro 50, Fábio Rochemback 79-k – André 52, Leonardo Silva 88 |
| 4 sierpnia 2011 | Figueirense FC – Botafogo FR 2:0 Édson 18, Júlio César 40                                                  |
| 4 sierpnia 2011 | Ceará SC – Avaí FC 0:3 William 18, Rafael Coelho 81, Cleverson 90+3                                        |
| 4 sierpnia 2011 | CR Vasco da Gama – Santos FC 2:0 Diego Souza 2, Dedé 19                                                    |
| 4 sierpnia 2011 | Coritiba – SE Palmeiras 1:1 Jeci 8 – Marcos Assunção 19                                                    |
| 4 sierpnia 2011 | Cruzeiro EC – CR Flamengo 0:1 Deivid 45                                                                    |
| 5 sierpnia 2011 | São Paulo – EC Bahia 3:0 Rogério Ceni 28-k, Dagoberto 44, Lucas 50                                         |
| 5 sierpnia 2011 | Fluminense FC – SC Internacional 2:0 Souza 55, Rafael Moura 86-k                                           |
| 5 sierpnia 2011 | Atlético Goianiense – Athletico Paranaense 0:3 Fabrício 43, Manoel 74, Kléberson 79                        |

### Kolejka 15
| Data            | Mecz |
| --------------- | --- |
| 6 sierpnia 2011 | SE Palmeiras – Grêmio Porto Alegre 0:0                                                                                          |
| 6 sierpnia 2011 | CR Flamengo – Coritiba 1:0 Jael 90                                                                                              |
| 7 sierpnia 2011 | Atlético Mineiro – Figueirense FC 1:2 (mecz rozegrano w Ipatindze) Dudu Cearense 47 – Elias 8, 45                               |
| 7 sierpnia 2011 | Santos FC – Ceará SC 1:0 Borges 32                                                                                              |
| 7 sierpnia 2011 | Athletico Paranaense – Corinthians Paulista 1:1 Cléber Santana 35-k – Alex 47-k                                                 |
| 7 sierpnia 2011 | América Mineiro – Fluminense FC 3:0 Rodriguinho 10, Alessandro 53-k, Marcos Rocha 76                                            |
| 7 sierpnia 2011 | SC Internacional – Cruzeiro EC 3:2 D’Alessandro 20-k, Andrezinho 38, Leandro Damião 73 – Anselmo Ramon 11, Leandro Guerreiro 82 |
| 7 sierpnia 2011 | Avaí FC – São Paulo 1:2 William 60 – Cícero 65, 69                                                                              |
| 7 sierpnia 2011 | EC Bahia – Atlético Goianiense 2:1 Jóbson 27, Fahel 74 – Juninho 47                                                             |
| 7 sierpnia 2011 | Botafogo FR – CR Vasco da Gama 4:0 Antônio Carlos 10, Abreu 28, 40, Herrera 90+1                                                |

### Kolejka 16
| Data             | Mecz |
| ---------------- | --- |
| 13 sierpnia 2011 | São Paulo – Athletico Paranaense 2:2 Ilsinho 24, Rivaldo 90 – Fransérgio 21, Edigar 77                                               |
| 13 sierpnia 2011 | Cruzeiro EC – Avaí FC 5:0 (mecz rozegrano w Uberlândii) Fabrício 27, Anselmo Ramon 35, Montillo 44-k, Thiago Ribeiro 81, Ortigoza 83 |
| 13 sierpnia 2011 | Atlético Goianiense – Santos FC 2:0 Anselmo 69, Diogo Campos 79                                                                      |
| 14 sierpnia 2011 | Botafogo FR – América Mineiro 4:2 Elkeson 31, Antônio Carlos 62, Alex 75, 79 – Alessandro 2, Rodriguinho 9                           |
| 14 sierpnia 2011 | Corinthians Paulista – Ceará SC 2:2 Paulinho 24, Alex 30 – Osvaldo 29, Rudnei 84                                                     |
| 14 sierpnia 2011 | CR Vasco da Gama – SE Palmeiras 1:0 Bernardo 80                                                                                      |
| 14 sierpnia 2011 | Figueirense FC – CR Flamengo 2:2 Somália 53, Édson Silva 70 – Deivid 36, 50                                                          |
| 14 sierpnia 2011 | Coritiba – Atlético Mineiro 3:0 Bill 32, Rafinha 77-k, Leonardo 89-k                                                                 |
| 14 sierpnia 2011 | Grêmio Porto Alegre – Fluminense FC 2:1 Marquinhos 31, 45 – Fred 24                                                                  |
| 14 sierpnia 2011 | EC Bahia – SC Internacional 1:1 Jóbson 78-k – Leandro Damião 41                                                                      |

### Kolejka 17
| Data             | Mecz |
| ---------------- | --- |
| 18 sierpnia 2011 | Fluminense FC – Figueirense FC 3:0 Edinho 49, Rafael Moura 51, 69                                                                           |
| 18 sierpnia 2011 | Avaí FC – CR Vasco da Gama 0:2 Diego Souza 27, Dedé 66                                                                                      |
| 18 sierpnia 2011 | Ceará SC – Grêmio Porto Alegre 3:0 Eusébio 34, Marcelo Nicácio 46, 71                                                                       |
| 18 sierpnia 2011 | Athletico Paranaense – Cruzeiro EC 2:1 Marcinho 30, Cléber Santana 89 – Wellington Paulista 33                                              |
| 18 sierpnia 2011 | Santos FC – Coritiba 2:3 Borges 4, 56 – Jeci 33, Marcos Aurélio 65, Léo Gago 87                                                             |
| 18 sierpnia 2011 | SC Internacional – Botafogo FR 1:0 Leandro Damião 57                                                                                        |
| 18 sierpnia 2011 | Atlético Mineiro – Corinthians Paulista 2:3 (mecz rozegrano w Ipatindze) Dudu Cearense 14, Guilherme 27-k – Emerson 49, Alex 53, Liédson 74 |
| 19 sierpnia 2011 | SE Palmeiras – EC Bahia 1:1 Valdivia 54 – Titi 66                                                                                           |
| 19 sierpnia 2011 | CR Flamengo – Atlético Goianiense 1:4 Jael 82 – Pituca 13, Juninho 37, Anselmo 51, Diogo Campos 81                                          |
| 19 sierpnia 2011 | América Mineiro – São Paulo 1:1 Kempes 87 – Marlos 85                                                                                       |

### Kolejka 18
| Data             | Mecz                                                                                        |
| ---------------- | ------------------------------------------------------------------------------------------- |
| 20 sierpnia 2011 | Corinthians Paulista – Figueirense FC 0:2 Wellington Nem 35, Pittoni 90+2                   |
| 20 sierpnia 2011 | Botafogo FR – Atlético Mineiro 3:1 Elkeson 15, Felipe Menezes 34, 54 – André 90+1           |
| 20 sierpnia 2011 | Cruzeiro EC – Ceará SC 1:0 (mecz rozegrano w Uberlândii) Montillo 71-k                      |
| 21 sierpnia 2011 | SC Internacional – CR Flamengo 2:2 Índio 50, Leandro Damião 77 – Ronaldinho 25, Jael 60     |
| 21 sierpnia 2011 | Avaí FC – Coritiba 0:0                                                                      |
| 21 sierpnia 2011 | Atlético Goianiense – Grêmio Porto Alegre 1:0 Diogo Campos 90                               |
| 21 sierpnia 2011 | São Paulo – SE Palmeiras 1:1 Dagoberto 42 – Henrique 61                                     |
| 21 sierpnia 2011 | CR Vasco da Gama – Fluminense FC 1:1 Juninho Pernambucano 36-k – Rafael Moura 61            |
| 21 sierpnia 2011 | Athletico Paranaense – América Mineiro 2:2 Marcinho 1, Edigar 24 – Kempes 27, André Dias 72 |
| 21 sierpnia 2011 | EC Bahia – Santos FC 1:2 Júnior Pipoca 29 – Neymar 3-k, Alan Kardec 81                      |

### Kolejka 19
| Data             | Mecz |
| ---------------- | --- |
| 27 sierpnia 2011 | Coritiba – Athletico Paranaense 1:1 Émerson 23 – Edílson 68                                                                 |
| 27 sierpnia 2011 | América Mineiro – Atlético Goianiense 1:2 Willian Rocha 28 – Juninho 68, 77                                                 |
| 27 sierpnia 2011 | Fluminense FC – Botafogo FR 1:2 Fred 55 – Elkeson 56, Lucas 64                                                              |
| 28 sierpnia 2011 | SE Palmeiras – Corinthians Paulista 2:1 (mecz rozegrano w Presidente Prudente) Luan 34, Fernando de Santana 51 – Emerson 18 |
| 28 sierpnia 2011 | Santos FC – São Paulo 1:1 Ganso 80 – Lucas 45                                                                               |
| 28 sierpnia 2011 | CR Flamengo – CR Vasco da Gama 0:0                                                                                          |
| 28 sierpnia 2011 | Grêmio Porto Alegre – SC Internacional 2:1 Marquinhos 16, Douglas 78-k – Índio 24                                           |
| 28 sierpnia 2011 | Ceará SC – EC Bahia 3:0 Thiago Humberto 16, Felipe Azevedo 80, Edmílson 90+1                                                |
| 28 sierpnia 2011 | Atlético Mineiro – Cruzeiro EC 1:2 Fillipe Soutto 57 – Montillo 13, 87                                                      |
| 28 sierpnia 2011 | Figueirense FC – Avaí FC 2:3 Ygor 19, Júlio César 45 – Lincoln 38, William 50, 87                                           |

### Kolejka 20
| Data             | Mecz |
| ---------------- | --- |
| 31 sierpnia 2011 | Corinthians Paulista – Grêmio Porto Alegre 3:2 Chicão 17-k, Paulinho 65, Ramon 67 – Douglas 40, André Lima 73                  |
| 31 sierpnia 2011 | CR Vasco da Gama – Ceará SC 3:1 Élton 51, 66, Éder Luís 61 – Washington 63                                                     |
| 1 września 2011  | Cruzeiro EC – Figueirense FC 2:4 (mecz rozegrano w Ipatindze) Charles 38, 60 – Júlio César 28, 58, Elias 35, Wellington Nem 50 |
| 1 września 2011  | Atlético Goianiense – Coritiba 3:1 Márcio 34-k, Pereira 63-sam., Anselmo 90+3 – Anderson Aquino 86                             |
| 1 września 2011  | Athletico Paranaense – Atlético Mineiro 0:1 Mancini 70-k                                                                       |
| 1 września 2011  | São Paulo – Fluminense FC 1:2 Rogério Ceni 74-k – Lanzini 18, Rafael Sóbis 64                                                  |
| 1 września 2011  | Botafogo FR – SE Palmeiras 3:1 Herrera 3, Gustavo 23, Maicosuel 63 – Marcos Assunção 90+1                                      |
| 1 września 2011  | SC Internacional – Santos FC 3:3 Bolívar 8, Leandro Damião 18, Oscar 71-k – Borges 75, 87, Alan Kardec 80                      |
| 1 września 2011  | Avaí FC – CR Flamengo 3:2 Robinho 3, Lincoln 69, Rafael Coelho 72 – Ronaldinho 37, 88                                          |
| 2 września 2011  | EC Bahia – América Mineiro 0:0                                                                                                 |

### Kolejka 21
| Data                 | Mecz |
| -------------------- | --- |
| 3 września 2011      | Fluminense FC – Atlético Goianiense 3:2 (mecz rozegrano w Volta Redonda) Rafael Sóbis 83, 87, Rafael Moura 90 – Bida 10, Márcio 62-k |
| 3 września 2011      | Atlético Mineiro – Avaí FC 2:0 Arlan 27-k, Daniel Carvalho 80                                                                        |
| 3 września 2011      | Figueirense FC – São Paulo 1:2 João Paulo 48 – Cícero 42, Rivaldo 60                                                                 |
| 12 września 2011     | SE Palmeiras – Cruzeiro EC 1:1 Luan 69 – Montillo 85                                                                                 |
| 4 września 2011      | CR Flamengo – EC Bahia 1:3 Renato Abreu 29 – Titi 22, Dodô 33, Souza 45                                                              |
| 4 września 2011      | Grêmio Porto Alegre – Athletico Paranaense 4:0 Escudero 19, André Lima 32, 60, 66-k                                                  |
| 4 września 2011      | Coritiba – Corinthians Paulista 1:0 Jonas 73                                                                                         |
| 4 września 2011      | América Mineiro – CR Vasco da Gama 4:1 André Dias 19, 85, Kempes 42-k, Marcos Rocha 59 – Juninho Pernambucano 21                     |
| 4 września 2011      | Ceará SC – SC Internacional 1:1 Washington 36-k – Jô 46                                                                              |
| 20 października 2011 | Santos FC – Botafogo FR 2:0 Neymar 15, Borges 28                                                                                     |

### Kolejka 22
| Data            | Mecz |
| --------------- | --- |
| 7 września 2011 | São Paulo – Atlético Mineiro 2:1 Lucas 1, Dagoberto 52 – Réver 10                                                                 |
| 7 września 2011 | Botafogo FR – Ceará SC 4:0 Herrera 5, 58, Abreu 72, Cidinho 83                                                                    |
| 7 września 2011 | SC Internacional – América Mineiro 4:2 Rodrigo Moledo 3, Leandro Damião 8, D’Alessandro 14-k, Oscar 35 – André Dias 24, Kempes 36 |
| 7 września 2011 | Avaí FC – Santos FC 1:2 William 33-k – Borges 70, Felipe Anderson 77                                                              |
| 8 września 2011 | Athletico Paranaense – SE Palmeiras 2:2 Guerrón 35, Marcinho 71-k – Henrique 15, Fernando de Santana 54                           |
| 8 września 2011 | Atlético Goianiense – Figueirense FC 1:1 Agenor 15 – Wellington Nem 11                                                            |
| 8 września 2011 | Cruzeiro EC – Fluminense FC 1:2 (mecz rozegrano w Uberlândii) Montillo 71 – Fred 34, Marquinho 63                                 |
| 9 września 2011 | CR Vasco da Gama – Coritiba 2:0 Juninho Pernambucano 29, Rômulo 55                                                                |
| 9 września 2011 | EC Bahia – Grêmio Porto Alegre 1:2 Souza 57-k – Brandão 29, Escudero 36                                                           |
| 9 września 2011 | Corinthians Paulista – CR Flamengo 2:1 Liédson 63, 89 – Deivid 29                                                                 |

### Kolejka 23
| Data             | Mecz                                                                                                  |
| ---------------- | --- |
| 10 września 2011 | Santos FC – Cruzeiro EC 1:0 Borges 13                                                                 |
| 10 września 2011 | América Mineiro – Avaí FC 2:2 Gilson 8, André Dias 27 – William 77, Cleverson 83                      |
| 11 września 2011 | SE Palmeiras – SC Internacional 0:3 Leandro Damião 24, 83, 90+2                                       |
| 11 września 2011 | Fluminense FC – Corinthians Paulista 1:0 Fred 22                                                      |
| 11 września 2011 | Ceará SC – Atlético Goianiense 1:1 Egídio – Felipe 88                                                 |
| 11 września 2011 | Coritiba – Botafogo FR 5:0 Émerson 43, Marcos Aurélio 56-k, Bill 65, Rafinha 81, Éverton Costa 88     |
| 11 września 2011 | Figueirense FC – CR Vasco da Gama 1:1 Wellington Nem 4 – Fagner 16                                    |
| 11 września 2011 | CR Flamengo – Athletico Paranaense 1:2 (mecz rozegrano w Macaé) Welinton 82 – Héracles 39, Guerrón 46 |
| 11 września 2011 | Grêmio Porto Alegre – São Paulo 1:0 Douglas 65                                                        |
| 11 września 2011 | Atlético Mineiro – EC Bahia 2:0 Magno Alves 45+2, 55                                                  |

### Kolejka 24
| Data             | Mecz                                                                                        |
| ---------------- | ------------------------------------------------------------------------------------------- |
| 17 września 2011 | Atlético Goianiense – Atlético Mineiro 1:0 Vitor Júnior 61                                  |
| 17 września 2011 | CR Vasco da Gama – Grêmio Porto Alegre 4:0 Élton 4, Diego Souza 34, Éder Luís 52, Fagner 61 |
| 17 września 2011 | São Paulo – Ceará SC 4:0 Juan 42, Piris 44, Casemiro 65, Rivaldo 72                         |
| 18 września 2011 | EC Bahia – Fluminense FC 3:0 Souza 28, 71, Gum 61-sam.                                      |
| 18 września 2011 | Athletico Paranaense – Figueirense FC 0:0                                                   |
| 18 września 2011 | Avaí FC – SE Palmeiras 1:1 Batista 5 – Chico 41                                             |
| 18 września 2011 | Corinthians Paulista – Santos FC 1:3 Liédson 12 – Henrique 37, Borges 53, Chicão 80-sam.    |
| 18 września 2011 | Botafogo FR – CR Flamengo 1:1 Abreu 25 – Jael 49                                            |
| 18 września 2011 | Cruzeiro EC – América Mineiro 0:0                                                           |
| 18 września 2011 | SC Internacional – Coritiba 1:1 Oscar 1 – Émerson 47                                        |

### Kolejka 25
| Data             | Mecz                                                                                                |
| ---------------- | --------------------------------------------------------------------------------------------------- |
| 22 września 2011 | Fluminense FC – Avaí FC 3:1 Fred 5, 35, Martinuccio 78 – William 8                                  |
| 22 września 2011 | Coritiba – Cruzeiro EC 2:1 Marcos Aurélio 23, Bill 59 – Bobô 65                                     |
| 22 września 2011 | América Mineiro – Santos FC 1:2 (mecz rozegrano w Uberlândii) Kempes 68 – Borges 61, Edu Dracena 79 |
| 22 września 2011 | EC Bahia – Athletico Paranaense 1:0 Júnior Pipoca 75                                                |
| 22 września 2011 | Atlético Mineiro – CR Flamengo 1:1 Daniel Carvalho 49 – Ronaldinho 62                               |
| 22 września 2011 | Figueirense FC – SC Internacional 1:1 Ygor 39 – Jô 51                                               |
| 22 września 2011 | São Paulo – Corinthians Paulista 0:0                                                                |
| 23 września 2011 | SE Palmeiras – Ceará SC 1:0 Thiago Matias 43-sam.                                                   |
| 23 września 2011 | CR Vasco da Gama – Atlético Goianiense 1:1 Diego Souza 32 – Anselmo 22                              |
| 23 września 2011 | Grêmio Porto Alegre – Botafogo FR 0:1 Abreu 65                                                      |

### Kolejka 26
| Data             | Mecz                                                                                      |
| ---------------- | ----------------------------------------------------------------------------------------- |
| 24 września 2011 | Santos FC – Figueirense FC 2:3 Borges 24, Léo 45+1 – Júlio César 8, 84, Wellington Nem 26 |
| 24 września 2011 | CR Flamengo – América Mineiro 2:1 Deivid 62, Thiago Neves 88 – Kempes 30-k                |
| 24 września 2011 | Athletico Paranaense – Fluminense FC 1:1 Paulo Baier 62 – Fred 90+2                       |
| 25 września 2011 | Corinthians Paulista – EC Bahia 1:0 Emerson 57                                            |
| 25 września 2011 | Botafogo FR – São Paulo 2:2 Abreu 25, 40-k – Henrique 66, Rivaldo 90+2                    |
| 25 września 2011 | Cruzeiro EC – CR Vasco da Gama 0:3 Diego Souza 39, 59, 81                                 |
| 25 września 2011 | Avaí FC – Grêmio Porto Alegre 1:2 Pedro Ken 70 – Mário Fernandes 42, Douglas 46           |
| 25 września 2011 | SC Internacional – Atlético Mineiro 2:1 Bolatti 26, Fabrício 75 – Renan Oliveira 69       |
| 25 września 2011 | Atlético Goianiense – SE Palmeiras 1:1 Thiago Feltri 80 – Henrique 23                     |
| 25 września 2011 | Ceará SC – Coritiba 3:2 Roger 7, 68, Edmílson 39 – Bill 19, 48                            |

### Kolejka 27
| Data                | Mecz |
| ------------------- | --- |
| 1 października 2011 | SE Palmeiras – América Mineiro 1:1 Marcos Assunção 29 – Kempes 45                                                                         |
| 1 października 2011 | Fluminense FC – Santos FC 3:2 (mecz rozegranow Volta Redonda) Marquinho 39, Rafael Sóbis 72, Márcio Rozário 90+5 – Neymar 32, Rentería 89 |
| 1 października 2011 | EC Bahia – Avaí FC 3:2 Júnior Pipoca 36, 78, Lulinha 80 – Júnior Pipoca 47-sam., Pedro Ken 53                                             |
| 2 października 2011 | São Paulo – CR Flamengo 1:2 Dagoberto 79 – Thiago Neves 65, Renato Abreu 84                                                               |
| 2 października 2011 | CR Vasco da Gama – Corinthians Paulista 2:2 Dedé 16, Fágner 45+2 – Alex 21, Danilo 67                                                     |
| 2 października 2011 | Atlético Mineiro – Ceará SC 1:1 Carlos César 12 – Leandro Chaves 37                                                                       |
| 2 października 2011 | Figueirense FC – Coritiba 0:0 |
| 2 października 2011 | Athletico Paranaense – SC Internacional 2:0 Nieto 59, 83                                                                                  |
| 2 października 2011 | Grêmio Porto Alegre – Cruzeiro EC 2:0 Rafael Marques 4, Escudero 49                                                                       |
| 2 października 2011 | Atlético Goianiense – Botafogo FR 2:0 Felipe 2,10                                                                                         |

### Kolejka 28
| Data                | Mecz |
| ------------------- | --- |
| 6 października 2011 | Cruzeiro EC – São Paulo 3:3 Keirrison 11, Charles 71, Anselmo Ramon 80 – Cicero 59, Dagoberto 65, Juan 76 |
| 8 października 2011 | Botafogo FR – EC Bahia 2:2 Alex 55, Caio 57 – Souza 28, 61-k                                              |
| 8 października 2011 | Coritiba – Grêmio Porto Alegre 2:0 Marcos Aurélio 15, Jeci 75                                             |
| 8 października 2011 | América Mineiro – Atlético Mineiro 0:0                                                                    |
| 9 października 2011 | Santos FC – SE Palmeiras 1:0 Borges 75                                                                    |
| 9 października 2011 | CR Flamengo – Fluminense FC 3:2 Thiago Neves 68, Bottinelli 87, 90 – Rafael Sóbis 60, Lanzini 79          |
| 9 października 2011 | SC Internacional – CR Vasco da Gama 3:0 D’Alessandro 49, Índio 76, Tinga 89                               |
| 9 października 2011 | Corinthians Paulista – Atlético Goianiense 3:0 Leandro Castan 8, Willian 36, Alex 42                      |
| 9 października 2011 | Avaí FC – Athletico Paranaense 3:0 Lincoln 10, Gian 33, Rafael Coelho 45+2                                |
| 9 października 2011 | Ceará SC – Figueirense FC 1:1 Washington 45+1 – Juninho Barbosa 43                                        |

### Kolejka 29
| Data                 | Mecz                                                                                                  |
| -------------------- | --- |
| 12 października 2011 | São Paulo – SC Internacional 0:0 (mecz rozegrano w Barueri)                                           |
| 12 października 2011 | Grêmio Porto Alegre – Figueirense FC 1:3 Edcarlos 68 – Aloísio 33, Elias 36, Wellington Nem 74        |
| 12 października 2011 | Avaí FC – Atlético Goianiense 2:2 William 17, 89-k – Anselmo 35, Vitor Júnior 41                      |
| 12 października 2011 | América Mineiro – Ceará SC 4:1 Fábio Júnior 24, Rodriguinho 66, Gilson 79, Léo 90 – Felipe Azevedo 82 |
| 13 października 2011 | Corinthians Paulista – Botafogo FR 0:2 Abreu 11, Maicosuel 33                                         |
| 13 października 2011 | CR Flamengo – SE Palmeiras 1:1 Thiago Neves 55 – Maikon Leite 63                                      |
| 13 października 2011 | EC Bahia – Cruzeiro EC 0:0                                                                            |
| 14 października 2011 | Fluminense FC – Coritiba 3:1 Fred 24, 72, 75 – Marcos Aurélio 45+1                                    |
| 14 października 2011 | Atlético Mineiro – Santos FC 2:1 Réver 6, Magno Alves 58-k – Borges 49-k                              |
| 14 października 2011 | Athletico Paranaense – CR Vasco da Gama 2:2 Paulo Baier 15, Guerrón 23 – Élton 66, 82                 |

### Kolejka 30
| Data                 | Mecz                                                                                            |
| -------------------- | ----------------------------------------------------------------------------------------------- |
| 15 października 2011 | Figueirense FC – América Mineiro 2:1 Júlio César 68, 82 – Rodriguinho 37                        |
| 15 października 2011 | Ceará SC – CR Flamengo 0:1 Deivid 40                                                            |
| 16 października 2011 | SE Palmeiras – Fluminense FC 1:2 Valdivia 73-k – Fred 10, 86                                    |
| 16 października 2011 | Grêmio Porto Alegre – Santos FC 0:1 Escudero 20-k                                               |
| 16 października 2011 | Botafogo FR – Athletico Paranaense 2:0 Antônio Carlos 17, Abreu 80-k                            |
| 16 października 2011 | SC Internacional – Avaí FC 4:2 D’Alessandro 53, 77, Kléber 79, Nei 83 – Robinho 8, William 72-k |
| 16 października 2011 | Cruzeiro EC – Corinthians Paulista 0:1 Paulinho 66                                              |
| 16 października 2011 | CR Vasco da Gama – Atlético Mineiro 2:0 Élton 2, Fágner 18                                      |
| 16 października 2011 | Coritiba – EC Bahia 0:0                                                                         |
| 16 października 2011 | Atlético Goianiense – São Paulo 3:0 Gilson 26, Felipe 59, Anselmo 69                            |

### Kolejka 31
| Data                 | Mecz                                                                                                |
| -------------------- | --------------------------------------------------------------------------------------------------- |
| 22 października 2011 | SE Palmeiras – Figueirense FC 1:2 Ricardo Bueno 90+3 – Wellington Nem 10, Júlio César 76            |
| 22 października 2011 | Fluminense FC – Atlético Mineiro 0:2 Daniel Carvalho 10, André 45+1                                 |
| 22 października 2011 | Avaí FC – Botafogo FR 3:2 Robinho 15, Cleverson 17, Robert 85 – Abreu 9, Renato 62                  |
| 22 października 2011 | América Mineiro – Grêmio Porto Alegre 2:2 Thiago Carleto 10, Anderson 87 – André Lima 34, 52        |
| 23 października 2011 | São Paulo – Coritiba 0:0                                                                            |
| 23 października 2011 | Athletico Paranaense – Ceará SC 1:0 Paulo Baier 32                                                  |
| 23 października 2011 | EC Bahia – CR Vasco da Gama 0:2 Felipe 22, Diego Souza 90+1                                         |
| 23 października 2011 | SC Internacional – Corinthians Paulista 1:1 Nei 66 – Alex 90                                        |
| 23 października 2011 | CR Flamengo – Santos FC 1:1 Deivid 77 – Neymar 48                                                   |
| 23 października 2011 | Cruzeiro EC – Atlético Goianiense 3:2 Farías 40, Anselmo Ramon 70, 74 – Thiago Feltri 16, Felipe 67 |

### Kolejka 32
| Data                 | Mecz |
| -------------------- | --- |
| 29 października 2011 | Santos FC – Athletico Paranaense 4:1 Neymar 2-k, 54-k, 56, 70 – Paulo Baier 51                                |
| 29 października 2011 | Botafogo FR – Cruzeiro EC 1:0 Abreu 54                                                                        |
| 29 października 2011 | Ceará SC – Fluminense FC 1:2 Felipe Azevedo 7 – Rafael Sóbis 31, 64                                           |
| 30 października 2011 | Corinthians Paulista – Avaí FC 2:1 Emerson 62, Liédson 78 – Robinho 12                                        |
| 30 października 2011 | CR Vasco da Gama – São Paulo 0:0                                                                              |
| 30 października 2011 | Grêmio Porto Alegre – CR Flamengo 4:2 André Lima 41, 50, Douglas 79, Miralles 84 – Deivid 23, Thiago Neves 34 |
| 30 października 2011 | Figueirense FC – EC Bahia 2:1 Fernandes 55, 68 – Diones 54                                                    |
| 30 października 2011 | Atlético Mineiro – SE Palmeiras 2:1 Neto Berola 37, Fillipe Soutto 61 – Luan 83                               |
| 30 października 2011 | Coritiba – América Mineiro 3:1 Rafinha 19, Davi 23, Jeci 85 – Kempes 16                                       |
| 30 października 2011 | Atlético Goianiense – SC Internacional 0:1 Kléber 59                                                          |

### Kolejka 33
| Data             | Mecz |
| ---------------- | --- |
| 5 listopada 2011 | Botafogo FR – Figueirense FC 0:1 Júlio César 6                                                                           |
| 5 listopada 2011 | Atlético Mineiro – Grêmio Porto Alegre 2:0 André 41, Marquinhos 76                                                       |
| 5 listopada 2011 | EC Bahia – São Paulo 4:3 Diego Souza 46, Lulinha 68, Fahel 73, Luiz Eduardo 83-sam. – Wellington 21, Lucas 48, Cicero 60 |
| 6 listopada 2011 | Santos FC – CR Vasco da Gama 2:0 Neymar 3, Borges 74                                                                     |
| 6 listopada 2011 | CR Flamengo – Cruzeiro EC 5:1 Deivid 36, 48, Thiago Neves 54, 58, 70 – Anselmo Ramon 23                                  |
| 6 listopada 2011 | Avaí FC – Ceará SC 1:2 William 60 – Thiago Humberto 15, Felipe Azevedo 57                                                |
| 6 listopada 2011 | América Mineiro – Corinthians Paulista 2:1 (mecz rozegrano w Uberlândii) Fábio Júnior 34-k, Amaral 87 – Chicão 45-k      |
| 6 listopada 2011 | SE Palmeiras – Coritiba 0:2 (mecz rozegrano w Barueri) Davi 23, Leonardo 56                                              |
| 6 listopada 2011 | SC Internacional – Fluminense FC 1:2 Oscar 37 – Rafael Moura 17, Rafael Sóbis 45+4                                       |
| 6 listopada 2011 | Athletico Paranaense – Atlético Goianiense 2:1 Nieto 47, 56 – Anselmo 26                                                 |

### Kolejka 34
| Data              | Mecz                                                                                            |
| ----------------- | ----------------------------------------------------------------------------------------------- |
| 12 listopada 2011 | São Paulo – Avaí FC 2:0 Luís Fabiano 57, 65                                                     |
| 12 listopada 2011 | Fluminense FC – América Mineiro 1:2 Rafael Moura 81 – Kempes 38, Alessandro 78                  |
| 12 listopada 2011 | Figueirense FC – Atlético Mineiro 2:1 Wellington Nem 52, Júlio César 87 – Werley 37             |
| 13 listopada 2011 | Corinthians Paulista – Athletico Paranaense 2:1 Paulinho 2, Emerson 5 – Paulo Baier 48          |
| 13 listopada 2011 | Ceará SC – Santos FC 2:3 Felipe Azevedo 24-k, Osvaldo 37 – Bruno Aguiar 10, 51, Diogo 72        |
| 13 listopada 2011 | Coritiba – CR Flamengo 2:0 Leonardo 29, Maranhão 35                                             |
| 13 listopada 2011 | Grêmio Porto Alegre – SE Palmeiras 2:2 Brandão 68, Fernando 90 – Cicinho 25, Marcos Assunção 59 |
| 13 listopada 2011 | CR Vasco da Gama – Botafogo FR 2:0 Fellipe Bastos 15, Dedé 60                                   |
| 13 listopada 2011 | Cruzeiro EC – SC Internacional 1:0 Farías 19                                                    |
| 13 listopada 2011 | Atlético Goianiense – EC Bahia 0:1 Souza 10                                                     |

### Kolejka 35
| Data              | Mecz |
| ----------------- | --- |
| 16 listopada 2011 | Fluminense FC – Grêmio Porto Alegre 5:4 Fred 25, 53, 78-k, 81, Rafael Sóbis 62 – Rafael Marques 17, Marquinhos 45, Brandão 74, Adílson 76 |
| 16 listopada 2011 | SC Internacional – EC Bahia 1:0 Gilberto 9                                                                                                |
| 16 listopada 2011 | Athletico Paranaense – São Paulo 1:0 Guerrón 10                                                                                           |
| 16 listopada 2011 | América Mineiro – Botafogo FR 2:1 Kempes 35-k, Fábio Júnior 40 – Abreu 63                                                                 |
| 17 listopada 2011 | SE Palmeiras – CR Vasco da Gama 1:1 Luan 63 – Dedé 4                                                                                      |
| 17 listopada 2011 | Avaí FC – Cruzeiro EC 0:0 |
| 17 listopada 2011 | Ceará SC – Corinthians Paulista 0:1 Ramírez 81                                                                                            |
| 17 listopada 2011 | Santos FC – Atlético Goianiense 1:1 Ganso 90+5 – Leonardo 36                                                                              |
| 17 listopada 2011 | CR Flamengo – Figueirense FC 0:0 |
| 17 listopada 2011 | Atlético Mineiro – Coritiba 2:1 Neto Berola 20, Leonardo Silva 79 – Bill 88                                                               |

### Kolejka 36
| Data              | Mecz                                                                                   |
| ----------------- | -------------------------------------------------------------------------------------- |
| 19 listopada 2011 | São Paulo – América Mineiro 3:1 Luís Fabiano 25, 42, Juan 51 – Alessandro 78           |
| 19 listopada 2011 | CR Vasco da Gama – Avaí FC 2:0 Felipe 51, Élton Brandão 65                             |
| 19 listopada 2011 | Grêmio Porto Alegre – Ceará SC 1:3 Douglas 37 – Felipe Azevedo 29, 49-k, 58            |
| 20 listopada 2011 | Botafogo FR – SC Internacional 1:2 Felipe Menezes 77 – Leandro Damião 45+2, Oscar 74   |
| 20 listopada 2011 | Corinthians Paulista – Atlético Mineiro 2:1 Liédson 77, Adriano 90 – Leonardo Silva 55 |
| 20 listopada 2011 | Cruzeiro EC – Athletico Paranaense 1:1 Charles 43 – Marcinho 26                        |
| 20 listopada 2011 | Atlético Goianiense – CR Flamengo 0:0                                                  |
| 20 listopada 2011 | EC Bahia – SE Palmeiras 0:2 Ricardo Bueno 19, Marcos Assunção 90+1                     |
| 20 listopada 2011 | Coritiba – Santos FC 1:1 Leonardo 61                                                   |
| 20 listopada 2011 | Figueirense FC – Fluminense FC 0:4 Fred 48, 57, 85, Marquinho 72                       |

### Kolejka 37
| Data              | Mecz |
| ----------------- | --- |
| 27 listopada 2011 | SE Palmeiras – São Paulo 1:0 Marcos Assunção 55                                                                  |
| 27 listopada 2011 | Santos FC – EC Bahia 1:1 Neymar 31 – Souza 8                                                                     |
| 27 listopada 2011 | CR Flamengo – SC Internacional 1:0 (mecz rozegrano w Macaé) Ronaldinho 45                                        |
| 27 listopada 2011 | Fluminense FC – CR Vasco da Gama 1:2 Fred 84 – Alecsandro 77, Bernardo 90                                        |
| 27 listopada 2011 | Grêmio Porto Alegre – Atlético Goianiense 2:2 Willian Magrão 56, Marquinhos 57 – Anselmo 25, Anderson 83         |
| 27 listopada 2011 | Atlético Mineiro – Botafogo FR 4:0 Daniel Carvalho 10-k, André 25, 77, Leonardo Silva 90+2                       |
| 27 listopada 2011 | Figueirense FC – Corinthians Paulista 0:1 Liédson 67                                                             |
| 27 listopada 2011 | Coritiba – Avaí FC 1:0 Jeci 84                                                                                   |
| 27 listopada 2011 | América Mineiro – Athletico Paranaense 2:1 (mecz rozegrano w Uberlândii) Kempes 19, Gilson 80 – Paulo Baier 60-k |
| 27 listopada 2011 | Ceará SC – Cruzeiro EC 2:2 Osvaldo 20, Daniel Marques 82 – Anselmo Ramon 23, Ortigoza 61                         |

### Kolejka 38
| Data           | Mecz |
| -------------- | --- |
| 4 grudnia 2011 | São Paulo – Santos FC 4:1 Luís Fabiano 13, 80, Cicero 33, Lucas 38 – Elano 61                                                                  |
| 4 grudnia 2011 | SC Internacional – Grêmio Porto Alegre 1:0 D’Alessandro 61-k                                                                                   |
| 4 grudnia 2011 | Cruzeiro EC – Atlético Mineiro 6:1 Roger 8, Leandro Guerreiro 28, Anselmo Ramon 33, Fabrício 45, Wellington Paulista 57, Everton 90 – Réver 61 |
| 4 grudnia 2011 | Atlético Goianiense – América Mineiro 5:1 Felipe 11, Marcio 15-k, Gilson 39, Anaílson 71, Paulo Henrique 85 – Thiago Carleto 58                |
| 4 grudnia 2011 | Athletico Paranaense – Coritiba 1:0 Guerrón 73                                                                                                 |
| 4 grudnia 2011 | EC Bahia – Ceará SC 2:1 Camacho 13, Lulinha 43 – Felipe Azevedo 45                                                                             |
| 4 grudnia 2011 | Avaí FC – Figueirense FC 1:1 Diogo Orlando 44 – Heber 47                                                                                       |
| 4 grudnia 2011 | Botafogo FR – Fluminense FC 1:1 Felipe Menezes 10 – Fred 5                                                                                     |
| 4 grudnia 2011 | CR Vasco da Gama – CR Flamengo 1:1 Diego Souza 30 – Renato Abreu 55                                                                            |
| 4 grudnia 2011 | Corinthians Paulista – SE Palmeiras 0:0 |